# Paul Wartelle
Paul Wartelle (ur. 9 stycznia 1892 w Lille, zm. 7 grudnia 1974 tamże) – francuski gimnastyk, medalista olimpijski.
Brat gimnastyka Juliena Wartelle, również medalisty olimpijskiego.
W 1920 r. reprezentował barwy Francji na letnich igrzyskach olimpijskich w Antwerpii, zdobywając brązowy medal w wieloboju drużynowym.